# جان بروکس (بازیکن فوتبال، زاده ۱۹۴۵)
جان بروکس (انگلیسی: John Brookes؛ زادهٔ ۱۹۴۵ (۷۹–۸۰ سال)) بازیکن فوتبال اهل بریتانیا است.
از باشگاه‌هایی که در آن بازی کرده‌است می‌توان به باشگاه فوتبال استوک‌پورت کانتی، باشگاه فوتبال یورک سیتی، باشگاه فوتبال ساوتپورت، و باشگاه فوتبال ماتلوک تاون اشاره کرد.